# George Carnegie (6e comte de Northesk)
George Carnegie, 6e comte de Northesk (2 août 1716 - 20 janvier 1792) est un militaire et noble écossais.

## Biographie
Il est le fils de David Carnegie (4e comte de Northesk) et de Margaret Wemyss. Il meurt le 20 janvier 1792 à l'âge de 75 ans
Le 30 avril 1748, il épouse Anne Melville, fille d'Alexander Leslie (5e comte de Leven) et Elizabeth Monypenny, et a six enfants:
- Mary Anne Carnegie (décédée le 2 juin 1798)
- David Carnegie (5 avril 1749 - 19 février 1788)
- Lady Elizabeth Carnegie (1751 – 19 août 1793)
- William Carnegie, 7e comte de Northesk (10 avril 1756 - 28 mai 1831)
- George Carnegie (21 août 1773 – 1839)
- Margaret Carnegie (1779 – 15 mars 1793)